# Valdezorras
Valdezorras är en ort i Spanien.   Den ligger i provinsen Provincia de Sevilla och regionen Andalusien, i den sydvästra delen av landet, 400 km sydväst om huvudstaden Madrid. Valdezorras ligger 19 meter över havet och antalet invånare är 3 000.
Terrängen runt Valdezorras är platt, och sluttar västerut.Runt Valdezorras är det ganska tätbefolkat, med 199 invånare per kvadratkilometer. Närmaste större samhälle är Sevilla, 6,6 km sydväst om Valdezorras. Trakten runt Valdezorras består till största delen av jordbruksmark.